# Отрханки
Отрханки (слч. Otrhánky) насељено је мјесто са административним статусом сеоске општине (слч. obec) у округу Бановце на Бебрави, у Тренчинском крају, Словачка Република.

## Становништво
| Година:    | 1994. | 2004.   | 2014.   | 2024.   |
| ---------- | ----- | ------- | ------- | ------- |
| Број људи: | 453   | 429     | 402     | 394     |
| Разлика:   |       | -5,29 % | -6,29 % | -1,99 % |

| Година:    | 2023. | 2024.   |
| ---------- | ----- | ------- |
| Број људи: | 382   | 394     |
| Разлика:   |       | +3,14 % |

Према подацима о броју становника из 2011. године насеље је имало 403 становника.

## Значајне особе
- Јaн Хренко (1908—1982), СДБ, римокатолички свештеник, религијски затвореник (осуђен на 14 година затвора)[6]